# HD 179079 b
HD 179079 b est une planète extrasolaire (exoplanète) en orbite autour de l'étoile HD 179079, une sous-géante (classe de luminosité IV) jaune (type spectral G5) de magnitude apparente 7,95, située à une distance d'environ 208 années-lumière du Soleil, dans la constellation de l'Aigle.
Elle a été découverte par la méthode des vitesses radiales, le 12 août 2009, à l'observatoire W. M. Keck du Mauna Kea (Hawaï).
Avec une masse minimale (M sin i) d'environ 27,5 ± 2,5 masses terrestres, HD 179079 b serait une planète géante du type Neptune chaud.